# Континентални куп
Трофеј Континенталног купа (рус. Кубок Континента) је награда која се додељује у оквиру Континенталне хокејашке лиге, а добија је екипа која лигашки део такмичења заврши на првом месту на табели. Овај трофеј се додељује од друге сезоне КХЛ лиге (сезона 2009/10). 
Име трофеја одабрали су посетиоци службеног сајта лиге, а за овај предлог гласало је 58,57% посетилаца сајта.

## Освајачи Континенталног купа
| Сезона   | Екипа              | Утакмица | Бодова |
| -------- | ------------------ | -------- | ------ |
| 2009/10. | Салават Јулаев Уфа | 56       | 129    |
| 2010/11. | Авангард Омск      | 54       | 118    |
| 2011/12. | Трактор            | 54       | 114    |
| 2012/13. | СКА                | 52       | 115    |
| 2013/14. | Динамо Москва      | 54       | 115    |
| 2014/15. | ЦСКА Москва        | 60       | 139    |